# Bakos Ferenc
Bakos Ferenc (Budapest, 1922. január 17. – 1996. szeptember 1.) nyelvész, egyetemi docens, a nyelvtudományok nagydoktora.
Kutatási területe: Általános nyelvészet (jelentéstan). Lexikográfia. Magyar-román nyelvi kapcsolatok. Francia nyelvtörténet.

## Életpályája
1945 és 1950 között a Pázmány Péter Tudományegyetemen, 1947–1948-ban a bukaresti egyetemen tanult, 1950-ben középiskolai tanári oklevelet szerzett. Nyelvtudományi kandidátusi disszertációját 1960-ban védte meg, 1961-ben egyetemi docensi kinevezést kapott a Szegedi Tudományegyetemen, ahol 1957–1967. január 31-ig oktatott francia nyelvészetet a Koltay-Kastner Jenő professzor által vezetett Román Filológiai Intézetben. 1950 és 1954 között az MTA Nyelvtudományi Intézetének segédmunkatársa volt, 1967-ben ide tért vissza a szegedi egyetemről tudományos főmunkatársnak, a címzetes docensi címet megtartotta, majd 1975-ben nagydoktori fokozatot ért el.
Tanulmányúton rövidebb ideig Franciaországban (1960) járt, s több alkalommal Romániában. 
Legismertebb műve az Idegen szavak és kifejezések kéziszótára, amely számos bővített kiadást ért meg.

## Művei
- Idegen szavak és kifejezések kéziszótára (1958-tól több kiadás)
- Román–magyar szótár (1961-től több kiadás)
- Magyar–román szótár (1964)
- La lexicographie hongroise d'aujourd'hui. Cahiers de lexicologie 9. Paris - Besançon, (1966).
- A magyar szókészlet román elemeinek története (1982)
- Magyar Larousse : Enciklopédikus szótár I. (A–Gy). Főszerk. Bakos Ferenc, Szávai János. Budapest: Akadémiai. 1991. ISBN 963-05-5857-2
- Magyar–román kisszótár (Borza Luciával) (1994)
- Román–magyar kisszótár (Dorogman Györggyel) (1995).

## Tudományos tisztségek
- MTA Szótári Munkabizottság (titkár, 1967–)
- Román-Germán Nyelvészeti Munkabizottság (tag. 1970–)
- Nyelvtudományi Bizottság (tag, 1970–)

## Társasági tagság
- Magyar Nyelvtudományi Társaság (1951–1996)
- Société de Linguistique de Paris (1960–1996)

## Díjai (válogatás)
- 1960-tól a nyelvtudomány kandidátusa és 1975-től doktora.
- 1982-ben megkapta a Munka Érdemrend arany fokozatát.
- 1985-ben Akadémiai Díjjal jutalmazták.